# Avioth
Avioth ist eine französische Gemeinde mit 120 Einwohnern (Stand: 1. Januar 2022) im Département Meuse in der Region Grand Est (bis 2015 Lothringen). Sie gehört zum Arrondissement Verdun und zum Kanton Montmédy. Die Einwohner werden Aviotois genannt.

## Geografie
Avioth liegt etwa 55 Kilometer nördlich von Verdun nahe der Grenze zu Belgien und an der Thonne. Umgeben wird Avioth von den Nachbargemeinden Breux im Norden, Thonne-la-Long im Osten, Montmédy im Süden und Südwesten sowie Thonnelle im Südwesten und Westen.

## Bevölkerungsentwicklung
| Jahr                       | 1962 | 1968 | 1975 | 1982 | 1990 | 1999 | 2006 | 2011 | 2019 |
| Einwohner                  | 156  | 152  | 108  | 103  | 122  | 115  | 120  | 135  | 151  |
| Quellen: Cassini und INSEE |      |      |      |      |      |      |      |      |      |

## Sehenswürdigkeiten
- Basilika Notre-Dame aus dem 13./14. Jahrhundert, seit 1840 Monument historique

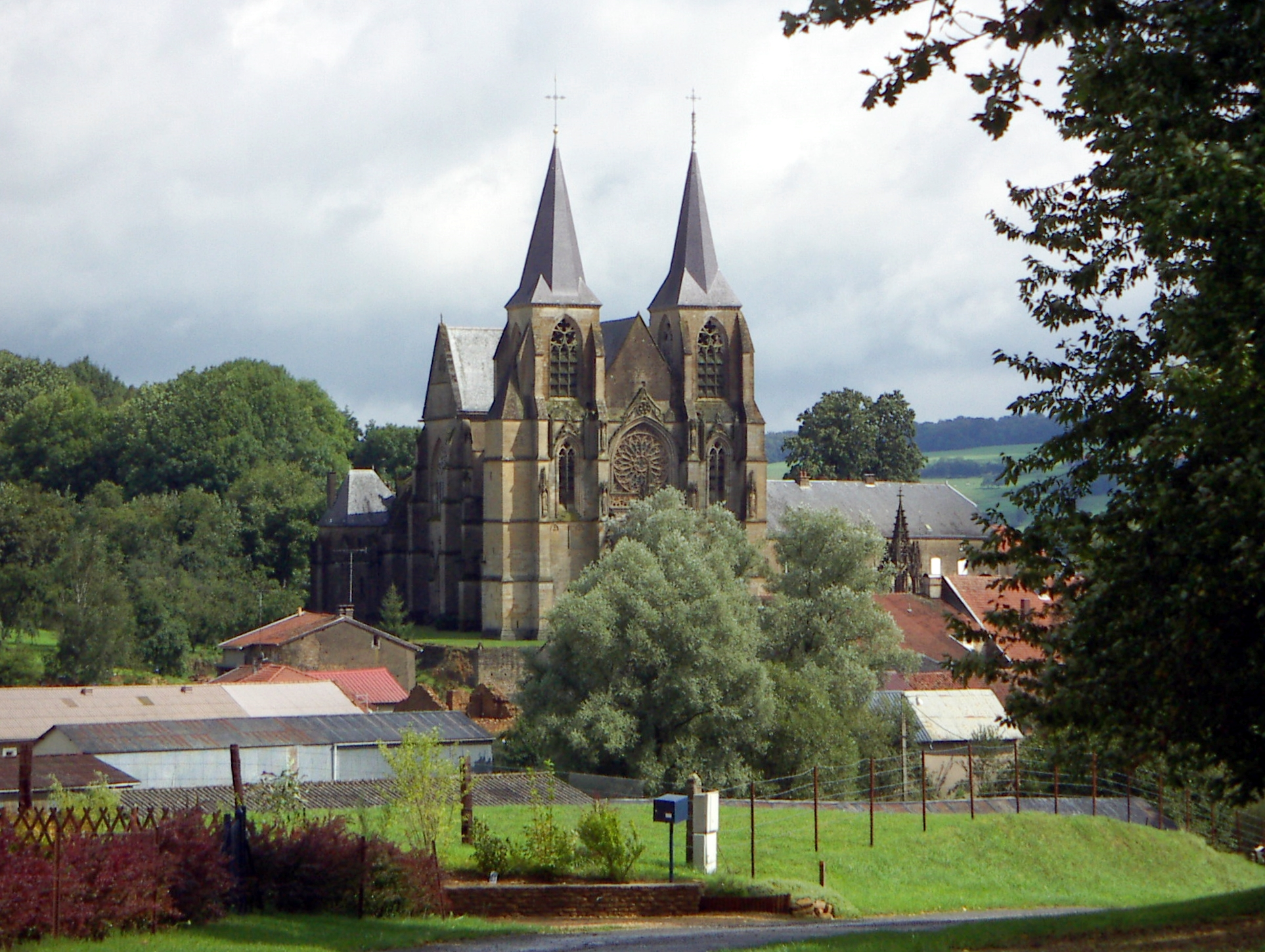
Basilika Notre-Dame